# Christian Kukuk

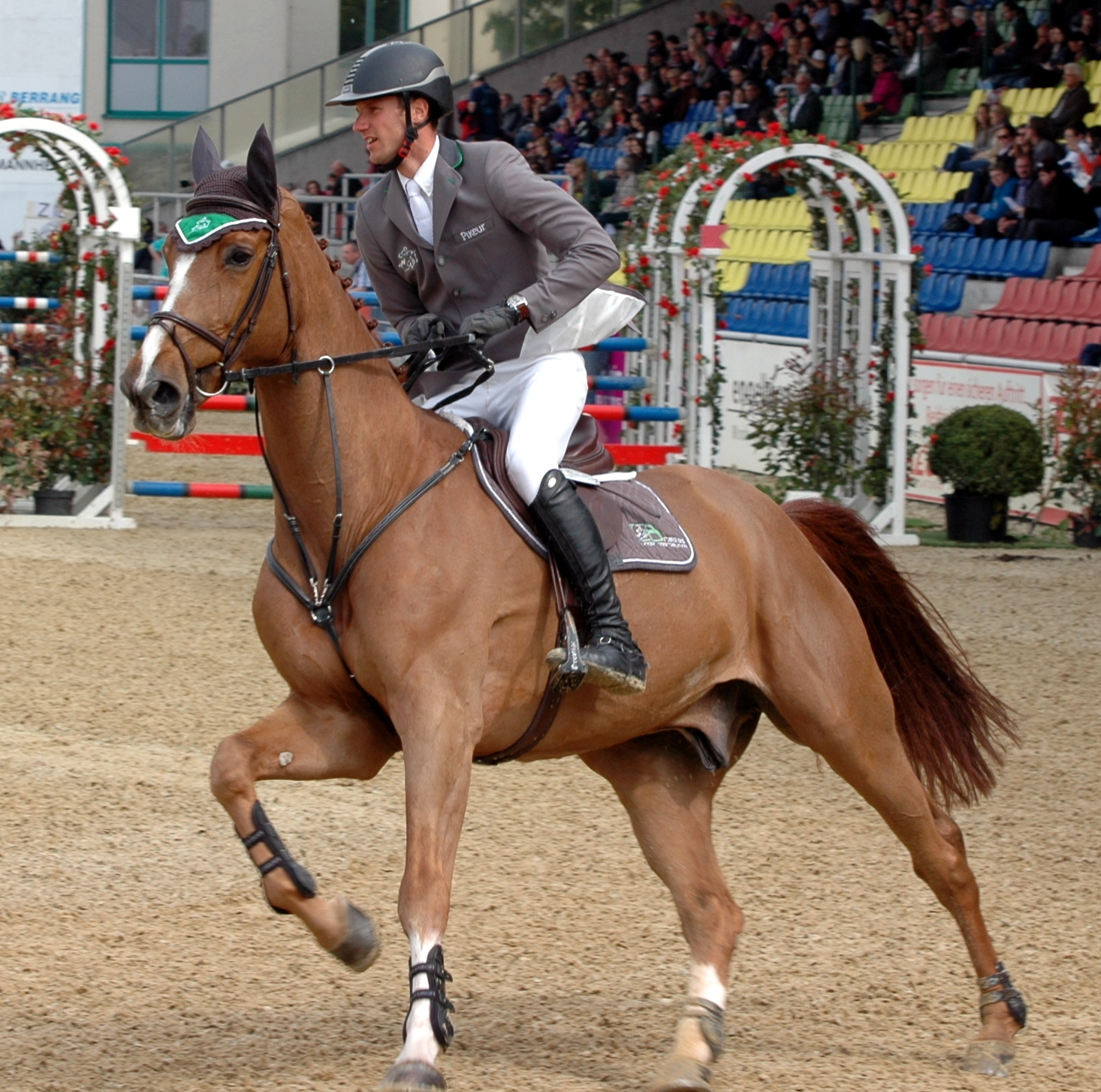
Christian Kukuk mit Carinou (2015)

Christian Kukuk (* 4. März 1990 in Warendorf) ist ein deutscher Springreiter. Er gewann die Goldmedaille im Einzelwettbewerb des Springreitens bei den Olympischen Sommerspielen 2024.

## Werdegang
Christian Kukuk wuchs in Warendorf in einer eng mit dem Pferdesport verbundenen Familie auf: Sein Großvater Franz Kukuk war Hauptsattelmeister am Landgestüt Warendorf, sein Vater trat als Springreiter bei Turnieren an, seine Mutter war beim Deutschen Olympiade-Komitee für Reiterei (DOKR) beschäftigt.
Trotz seines familiären Hintergrunds konzentrierten sich Christian Kukuks sportliche Ambitionen als Kind auf den Fußball. Obwohl er seine Familie schon früher auf Reitturniere begleitet hatte, begann sein Interesse am Reitsport erst mit 13 Jahren: Er unterstützte seinen Vater auf dem Abreiteplatz und sprach mit ihm über dessen Ritte. Schließlich begann Christian Kukuk selbst mit dem Reiten, zunächst bei seiner Mutter an der Longe, nach fast einem Jahr ritt er seine ersten Sprünge.
Nach seinem Schulabschluss machte er eine Ausbildung zum Industriekaufmann, die er als Jahrgangsbester des Kreises Warendorf abschloss. Währenddessen reifte in Kukuk der Entschluss, die Reiterei zu seinem Beruf zu machen. Über das DOKR nahm er Kontakt zu Ludger Beerbaum auf, auf dessen Reitanlage in Riesenbeck Kukuk seit Februar 2012 angestellt ist.
Seinen ersten international ausgeschriebenen Großen Preis bestritt Christian Kukuk im Mai 2012 beim CSI 2* Balve Optimum. Ein Jahr später stellte er erstmals ein Pferd bei den Weltmeisterschaften der jungen Springpferde in Lanaken-Zangersheide vor. Der Sommer 2014 brachte zwei besondere Ereignisse für Kukuk: Beim Nationenpreis von Sopot durfte er erstmals Deutschland in einem derartigen Wettbewerb vertreten, sechs Wochen später durfte er erstmals beim CHIO Aachen an den Start gehen. Nachdem seine erste Teilnahme an Deutsche Meisterschaften 2013 noch auf dem letzten Platz geendet hatten, verpasste Kukuk dort 2015 nur knapp eine Medaille.
Beim CHIO Aachen des Jahres 2016 stürzte Christian Kukuk, ein daraus resultierender dreifacher Bruch der Schulter erforderte eine längere Phase der Rehabilitation. Ab Oktober 2016 durfte er wieder reiten. Im Dezember desselben Jahres gelang ihm mit dem Hengst Limoncello der bis dahin wohl größte Erfolg seiner Karriere, der Sieg im Großen Preis des Festhallen-Reitturniers Frankfurt. Ebenso mit Limoncello lieferte er das beste deutsche Ergebnis beim Nationenpreis von St. Gallen 2017. Im Jahr 2018 war Kukuk erneut Teil der deutschen Nationenpreisequipe in St. Gallen. Seit 2018 ist Christian Kukuk Teil des um Ludger Beerbaum geformten Global-Champions-League-Teams der „Berlin Eagles“.
Mit dem Schimmelhengst Mumbai, dessen Ausbildung Kukuk 2019 übernahm, gelangen ihm im Jahr 2020 Siege im Großen Preis eines CSI 2* in Riesenbeck sowie des Weltcupspringen von Riad. Daraufhin wurde das Paar Kukuk und Mumbai in den Perspektivkader der deutschen Springreiter für 2021 aufgenommen.
Nach Top-10-Platzierungen in den beiden CSI 5*-Großen Preisen von Doha und in der Badenia (CSI 4*) folgten zwei Nationenpreisstarts in St. Gallen und Sopot für Kukuk und Mumbai. In Sopot blieb das Paar in beiden Nationenpreisumläufen ohne Fehler. Anfang Juli 2021 wurde Christian Kukuk mit Mumbai für die Olympischen Sommerspiele in Tokio nominiert. Dort kam das Paar nur in der Einzelwertung zum Einsatz, verpasste dort knapp den Einzug in das Einzelfinale der besten 30. Bei den Europameisterschaften in Riesenbeck wenige Wochen später gehörten Kukuk und Mumbai erneut zur deutschen Mannschaft, die die Silbermedaille gewann. In der Einzelkonkurrenz verpasste das Paar knapp eine Medaille.
Das Finale der Global Champions League 2021 schloss das Team Berlin Eagles unter Beteiligung von Christian Kukuk auf dem dritten Platz ab. Im Dezember 2021 erreichte Kukuk mit Platz 18 erstmals die Top 20 der Weltrangliste, nachdem er erst im April desselben Jahres erstmals Teil der Top 50 der Weltrangliste war.
Bei den Olympischen Sommerspielen 2024 in Paris errang Kukuk mit zwei fehlerfreien Ritten auf seinem westfälischen Wallach Checker 47 die Goldmedaille. Für diesen Erfolg wurde er vom Bundespräsidenten Frank-Walter Steinmeier am 4. November 2024 mit dem Silbernen Lorbeerblatt ausgezeichnet.

## Privates
Er ist mit Veronica Kukuk (geb. Tracy) verheiratet. Zusammen haben sie eine Tochter (* 2025).

## Pferde

### Aktuelle Turnierpferde
- Mumbai (* 2012 als Mumbai van de Moerhoeve), BWP-Schimmelhengst, Vater: Diamant de Semilly, Muttervater: Nabab de Rêve; 2018 von Nick Vrins geritten[14][15]
- Checker 47 (* 2007), Westfale Schimmelwallach, Vater: Comme il faut NRW, Muttervater: Come on; bis zum Oktober 2020 u. a. von Kaya Lüthi, Niels Kersten und Frederick Troschke geritten[16], Eigentümer: Madeleine Winter-Schulze und Thomas Müller[17]
- Just be Gentle (* 2014), braune KWPN-Stute, Vater: Tyson, Muttervater: Ticalluc Verte, Anfang April 2023 von Philipp Weishaupt übernommen
- Cemal (* 2013), Westfale Fuchshengst, Vater: Comme il faut NRW, Muttervater: Class de Luxe 2
- Creature (* 2011), DSP-Schimmelwallach, Vater: Colestus, Muttervater: Re Mexico
- Viki van Gogh (* 2017), braune Hannoveraner Stute, Vater: Van Gogh, Muttervater: Now Or Never M
- Cee Kay (* 2018), Westfale Schimmelwallach, Vater: Cornado NRW, Muttervater: Aletto
- Chageorge (* 2015), Oldenburger Springpferd Dunkelfuchs-Hengst, Vater: Chacco-Blue, Muttervater: Sanvaro
- Cepano Baloubet (* 2014), DSP-Fuchswallach, Vater: Chaman, Muttervater: Stakkato's Highlight, Anfang Dezember 2024 von Richard Vogel übernommen

### Ehemalige Turnierpferde
- Carinou (* 2005), Oldenburger Springpferd Fuchswallach, Vater: Carinue, Muttervater: Baloubet du Rouet, seit 2018 von Nicholas Dello Joio und zuletzt 2020 von Ken Dickey geritten
- Coconut Chocolate (* 2010), Westfale braune Stute, Vater: Cornado NRW, Muttervater: Contender, zuletzt 2016 von Pouria Zonoubi geritten, danach in der Zucht eingesetzt
- Botaro (* 2010), Westfale Schimmelwallach, Vater: Balou du Rouet. Muttervater: Gralshüter, seit Februar 2022 von Philipp Hartmann geritten
- Charly 1701 (* 2015), Oldenburger Springpferd brauner Wallach, Vater: Chaman, Muttervater: Stakkato, ebenfalls seit Februar 2022 von Philipp Hartmann geritten
- Chubakko (* 2013), schwarzbrauner Holsteiner Hengst, Vater: Connor 48, Muttervater: Colman, seit Dezember 2022 von Cecilia Beerbaum geritten
- Comme le père 3 (* 2014), brauner Rheinländer Hengst, Vater: Comme il faut NRW, Muttervater: Contender, seit Dezember 2022 von Philipp Hartmann geritten, zuvor von Eoin McMahon
- Discar (* 2010), Oldenburger Springpferd Schimmelhengst, Vater: Diarado, Muttervater: Carnando, seit 2020 von Mia-Charlotte Becker und Tadahiro Hayashi geritten
- Colestus (* 2006), Westfale Schimmelhengst, Vater: Cornet Obolensky Muttervater: Stakkato, zuletzt 2020 im internationalen Sport eingesetzt
- Limoncello NT (* 2007), Westfale brauner Hengst, Vater: Lord Caletto, Muttervater: Calido I[18], seit Juli 2021 von Natalia Czernik  und seit Februar 2022 von Sara Vingralkova geritten
- Christiobal 29 (* 2015), Westfale Schimmelwallach, Vater: Colestus, Muttervater: Carell, seit Mai 2022 von Briar Burnett-grant und Isa Hjortsäter geritten
- Nice van't Zorgvliet (* 2013), BWP-Fuchsstute, Vater: Emerald van't Ruytershof, Muttervater: Heartbreaker, seit Juli 2024 von Nadja Peter Steiner geritten

## Erfolge bei Meisterschaften
- Olympische Sommerspiele:
  - 2020, Tokio: mit Mumbai 31. Platz im Einzel
  - 2024, Paris: mit Checker 47 Gold im Einzel

- Europameisterschaften:
  - 2021, Riesenbeck: mit Mumbai 2. Platz mit der Mannschaft und 4. Platz im Einzel

- Deutsche Meisterschaften:
  - 2013, Balve: mit Corelan 18. Platz[19]
  - 2014, Balve: mit Forchello 9. Platz[20]
  - 2015, Balve: mit Carilot 4. Platz[21]
  - 2016, Balve: mit Carilot 7. Platz[22]
  - 2017, Balve: mit Colestus 12. Platz[23]
  - 2019, Balve: mit Colestus 19. Platz[24]
  - 2020, Riesenbeck: mit Quintino 11. Platz[25]